# Passo Ferret
O passo Ferret (em francês:  Col Ferret) é um colo a 2 537 m de altitude, no maciço do Monte Branco, que liga  Courmayeur no vale de Aosta a Orsières na cantão suíço de Valais. Geograficamente o colo liga o vale Ferret dos dois países.
O topónimo "Passo Ferret" indica normalmente o Grande colo Ferret, a 2537 m de altitude, que é o mais alto do Tour du Mont Blanc, porque a norte deste há o Pequeno colo Ferret, a 2490 m, que marca a divisão montanhosa entre os Alpes Ocidentais, os Alpes Graios, e os Alpes Centrais, os Alpes Peninos.
Este colo é um daqueles por onde passa o Tour du Mont Blanc, o TMC, no seu percurso normal de este-oeste, ou seja por colo da Seigne, colo da Cruz do Bonhomme, colo do Brévent, colo do Bonhomme, colo de Balme,  colo Ferret, e colo da Forclaz.